# Xiaomi Mi Max 2
Xiaomi Mi Max 2 — смартфон компанії Xiaomi, що входить в серію фаблетів Mi Max. Був представлений 25 травня 2017 року.

## Дизайн
Передня панель виконана зі скла, а корпус — з алюмінію.
Знизу розміщені роз'єм USB-C та сітки динаміка і мікрофона, зверху — 3,5 мм аудіороз'єм, другий мікрофон та ІЧ-порт, зліва — гібридний лоток з одним слотом під SIM-картку та другим під SIM-картку або карту пам'яті формату microSD до 128 ГБ, а справа — гойдалка регулювання гучності та кнопка блокування. Сканер відбитку пальця знаходиться на задній панелі.
Xiaomi Mi Max 2 продавався в 3 кольорах: чорному, срібному та золотому.

## Технічні характеристики

### Апаратне забезпечення
Mi Max 2 отримав систему на кристалі середнього рівня Qualcomm Snapdragon 625. Смартфон має 4 ГБ оперативної пам'яті типу LPDDR3 та 32 ГБ, 64 ГБ або 128 ГБ постійної пам'яті типу eMMC 5.1.
Батарея отримала об'єм 5300 мА·год та підтримку 18-ватної швидкої зарядки.
Mi Max 2 отримав 6,44-дюймовий дисплей типу IPS LCD з роздільною здатністю Full HD (1920 × 1080), співвідношенням сторін 16:9 та щільністю пікселів 342 ppi.
Смартфон отримав стереодинаміки, де роль другого динаміка виконує розмовний динамік.
Пристрій отримав основну ширококутну камеру на 12 Мп з діафрагмою f/2.2, фазовим автофокусом та можливістю запису відео в роздільній здатності 4K@30fps і передню камеру на 5 Мп з діафрагмою f/2.0 та можливістю запису відео в роздільній здатності 1080p@30fps.

### Програмне забезпечення
Mi Max 2 був випущений на MIUI 8 на базі Android 7.1.2 Nougat і був пізніше оновлений до MIUI 11.